# Moribaetis
Moribaetis is een geslacht van haften (Ephemeroptera) uit de familie Baetidae.

## Soorten
Het geslacht Moribaetis omvat de volgende soorten:
- Moribaetis aneto
- Moribaetis comes
- Moribaetis macaferti
- Moribaetis maculipennis
- Moribaetis mimbresaurus
- Moribaetis salvini
- Moribaetis socius